# Sebastião Laranjeiras

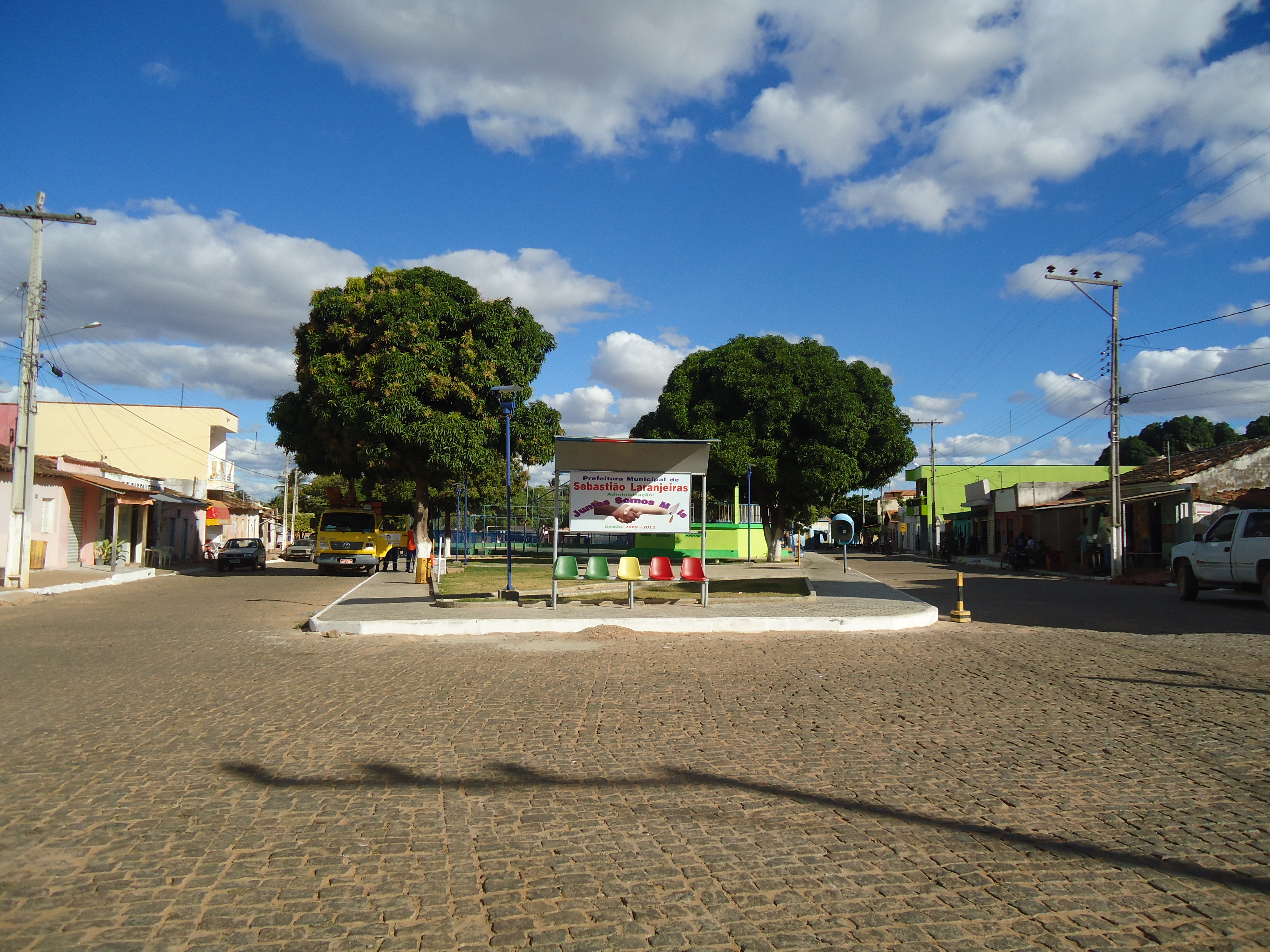
Sede administrativa de Sebastião Laranjeiras

Sebastião Laranjeiras es una ciudad brasileña del estado de Bahía. Su población estimada en 2004 fue de 9.382 habitantes.

## Historia
Sebastião Laranjeiras, tuvo su origen a mediados del siglo XIX, en un campamento en el nombre de Boqueirão Palmeiras, perteneciente a la ciudad de Las Palmas de Monte Alto. Fundada por la familia Parreiras, vivió varios años con ese nombre y la categoría. En el año de 1939 fue elevada a la categoría de Villa, con la designación de la Ciudad Parreiras. En el año 1944, se convirtió en el nombre de "Cámara de la Ciudad" por la política de emancipación. Después de 19 años se presentó a la Asamblea Legislativa del Estado un proyecto de ley proponiendo la creación del municipio de Sebastião Laranjeiras, adoptando el nombre de la región del más ilustre hijo, el obispo de Porto Alegre D. Sebastião Dias Laranjeira. Este proyecto fue propuesto por el señor Nicholas M. Suerdieck con el apoyo de varios otros miembros. Con este fin, se rompe un área de 1854 kilómetros cuadrados de la ciudad de Las Palmas de Monte Alto. Esta propuesta para la plena emancipación con el apoyo de los dirigentes políticos del Ayuntamiento y el alcalde de Las Palmas de Monte Alto, y se cubrió con éxito el 30 de julio de 1962. El Gobernador del Estado sancionó la Ley N º. 1772, 30 de julio de 1962, publicada en Gaceta Oficial de 31 de julio de 1962, creando el municipio de Sebastião Laranjeiras.
- Datos: Q1762159
- Multimedia: Sebastião Laranjeiras / Q1762159